# Opel Insignia
Opel Insignia (укр. Опель Інсіґнія) — 4-5 дверний передньопривідний автомобіль середнього класу (формула кузова седан, ліфтбек або універсал), котрий виробляється німецькою компанією Opel з 2008 року. Opel Insignia прийшла на заміну Opel Vectra і Opel Signum.

## Перше покоління (2008—2017)

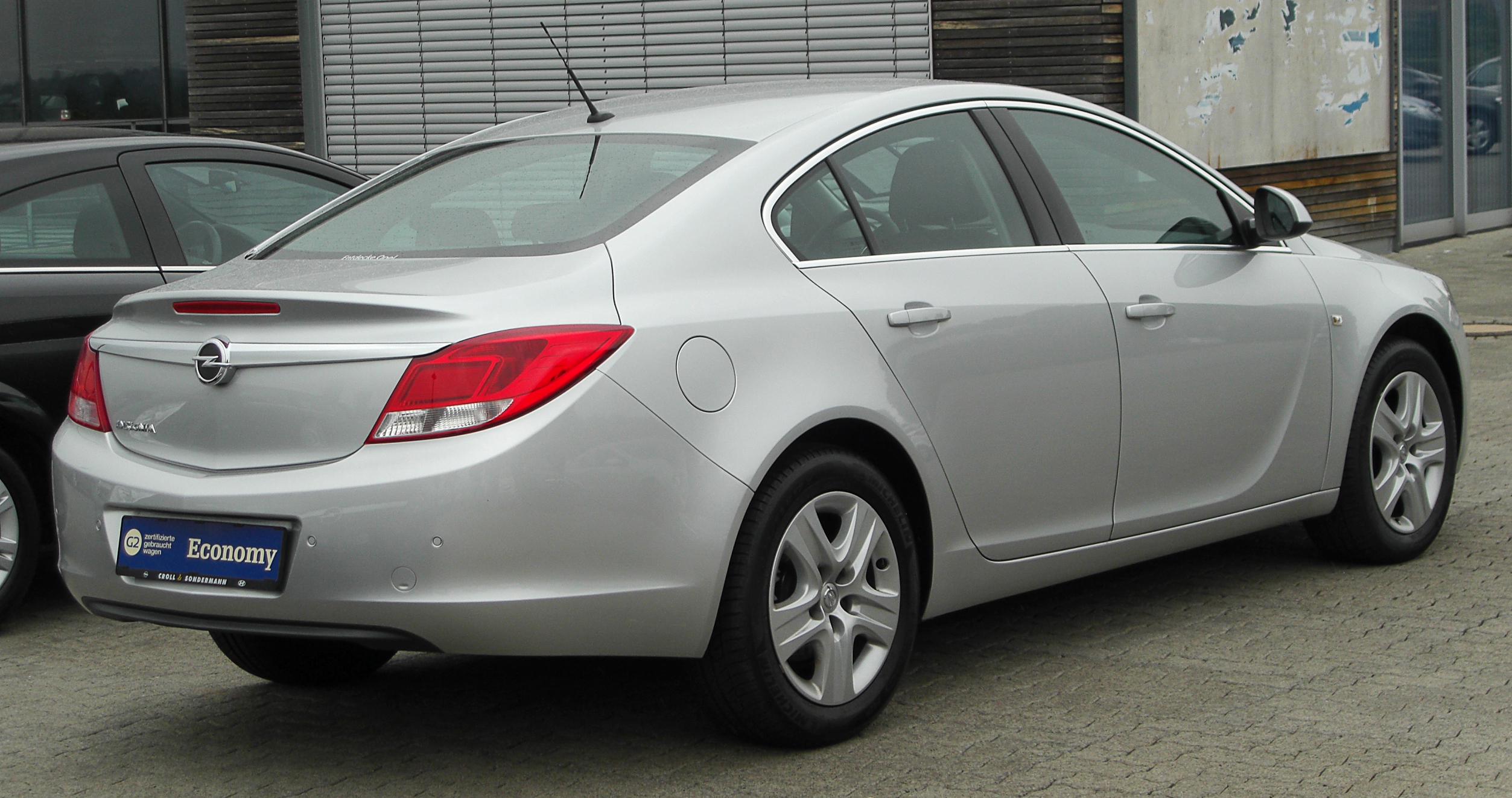
Opel Insignia седан (2008—2013)

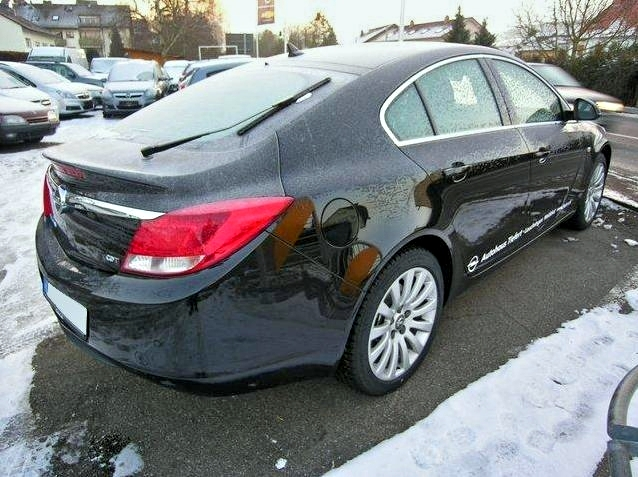
Opel Insignia ліфтбек (2008—2013)

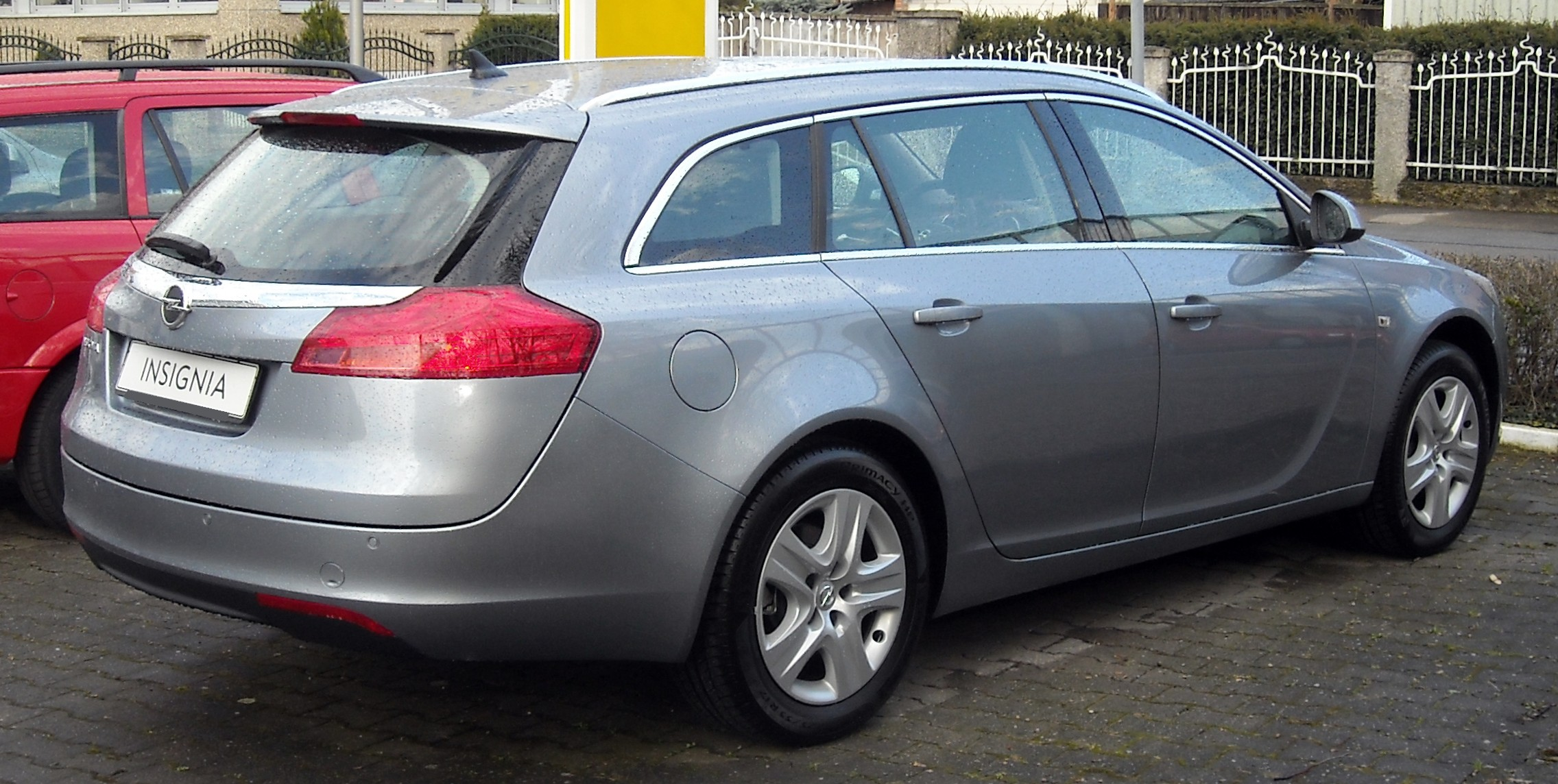
Opel Insignia Sports Tourer (2008—2013)

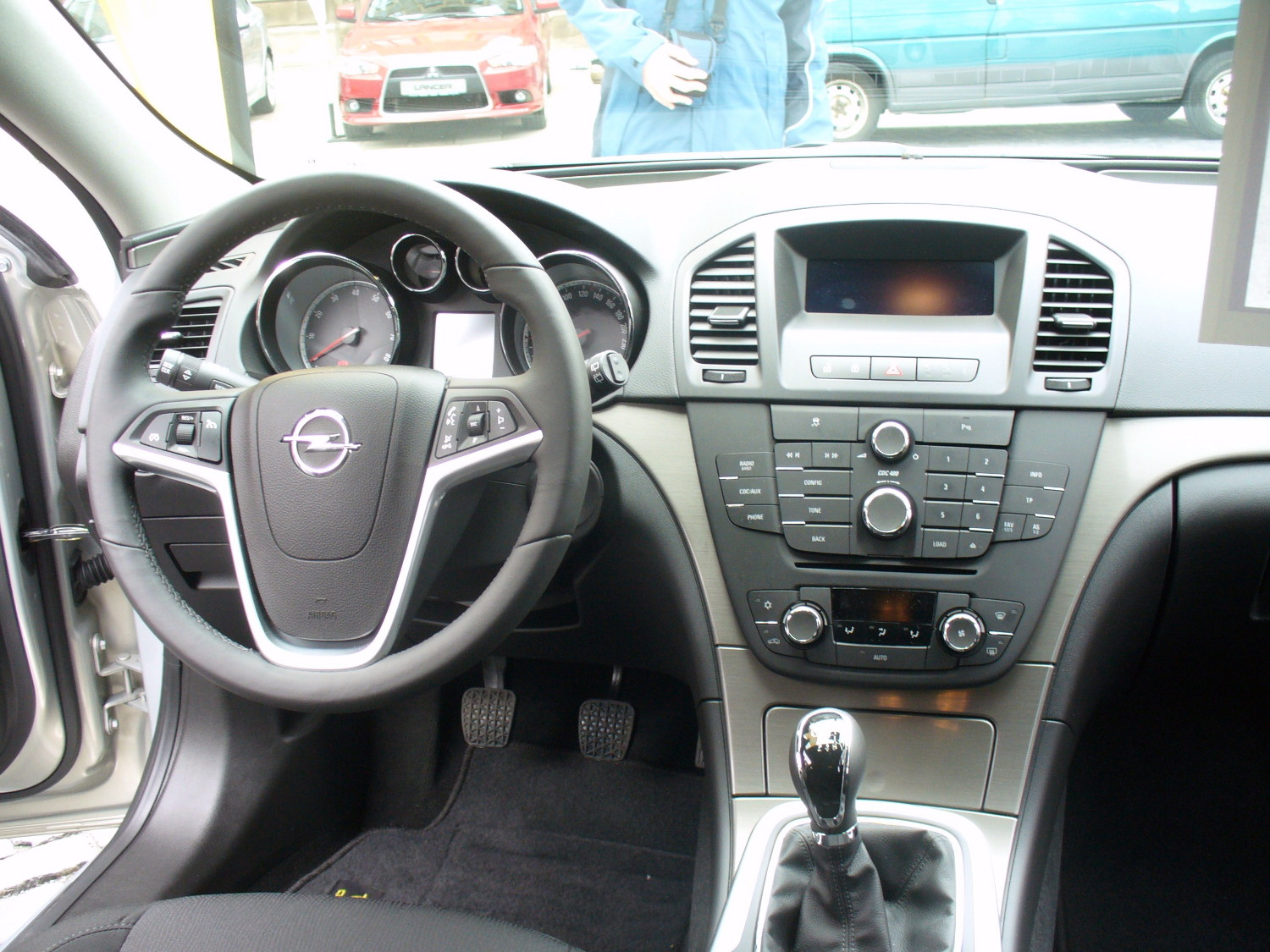
Салон Opel Insignia (2008—2013)

В липні 2008 року на Британському міжнародному автосалоні представлена Insignia в кузові седан і ліфтбек. Продажі почалися в листопаді того ж року. У Великій Британії автомобіль називається Vauxhall Insignia, а в Чилі — Chevrolet Vectra.
У березні 2009 року з'явився універсал, який з тих пір вже не називається Caravan, як у попередніх моделях Opel, а отримав нову назву Sports Tourer. Вперше представлений на автосалоні в Парижі в жовтні 2008 року.
Insignia побудована на новій глобальній платформі GM: передня підвіска Макферсон, задня підвіска незалежна, у двох варіантах, залежно від типу приводу, ззаду.
У 2009 році представлено Buick Regal технічно ідентичний Insignia. На тій же платформі GM Epsilon 2 також заснований трохи більший Buick LaCrosse другого покоління, Saab 9-5 II, корейський Daewoo Alpheon, а з 2012 року Chevrolet Malibu та Cadillac XTS.
Система повного приводу Adaptive 4×4 та ж, що на оновленому Saab 9-3: муфта Haldex четвертого покоління, здатна передавати назад всю тягу. Крім того, ще одна муфта блокує задній диференціал (опція).
Система Opel Eye, яка пропонується як опція, за допомогою камери зчитує знаки (наприклад обмеження швидкості) і виводить на приладовий щиток відповідні повідомлення. Крім того, система вміє попереджати і про виїзд за межі розмітки.
На Insignia за замовленням встановлюються поворотні біксенонові фари AFL+ (Adaptive Front Light). У них аж дев'ять режимів роботи.

### Рестайлінг 2013
13 червня 2013 року представлено зображення оновленої Opel Insignia, зі зміненою зовнішністю, яка буде представлена на Франкфуртському автосалоні восени того ж року.
Для моделі будуть доступні два бензинові двигуни: 1.6 л потужністю 170 к.с. і 2.0 л потужністю 249 к.с. Крім того, Інсигнії надали новий 2,0 л дизель у трьох варіантах форсування: 120, 140 і 197 к.с. Коробок передач дві — шестиступінчаста МКПП і модернізована шестидіапазонна АКПП.
Opel Insignia існує в різних версіях, але найдинамічнішою є спортивна версія VXR, завдяки повнопривідній трансмісії і новій оригінальній системі передньої підвіски HiPerStrut. Дана система дозволяє поліпшити керованість, в результаті чого підвищується маневреність автомобіля.
У 2015 році, також, були проведені незначні оновлення даної моделі, в тому числі впровадження системи OnStar, яка забезпечує Wi-Fi в салоні, має функцію автоматичної відправки екстрених повідомлень у випадку розкриття подушок безпеки і прямого набору номерів сервісного центру. Дана система є базовою тільки для версій Insignia Elite, Limited Edition і VXR, а для інших версій доступна як опціональна.

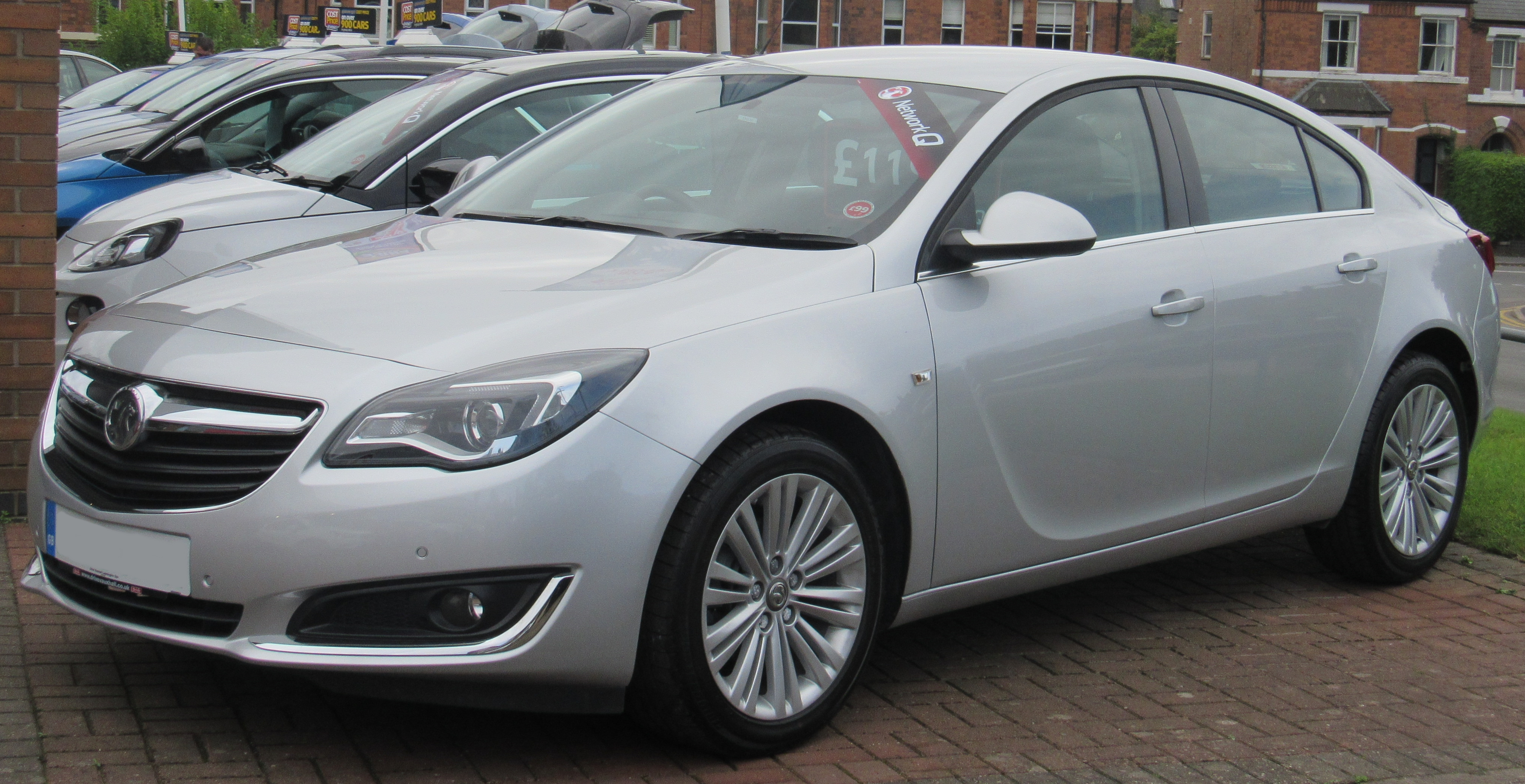
Opel Insignia (2013-2017)
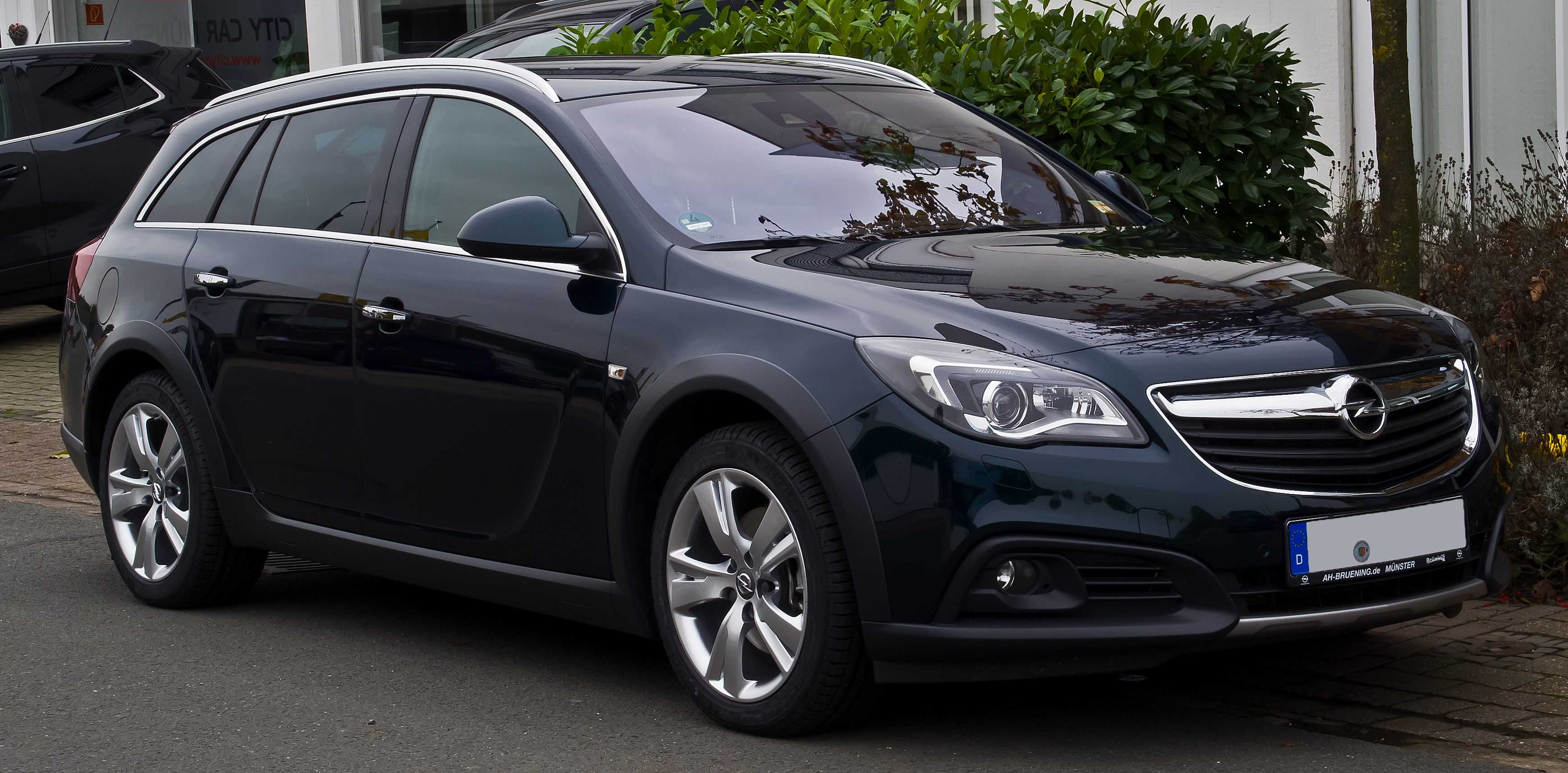
Opel Insignia Country Tourer (2013-2017)

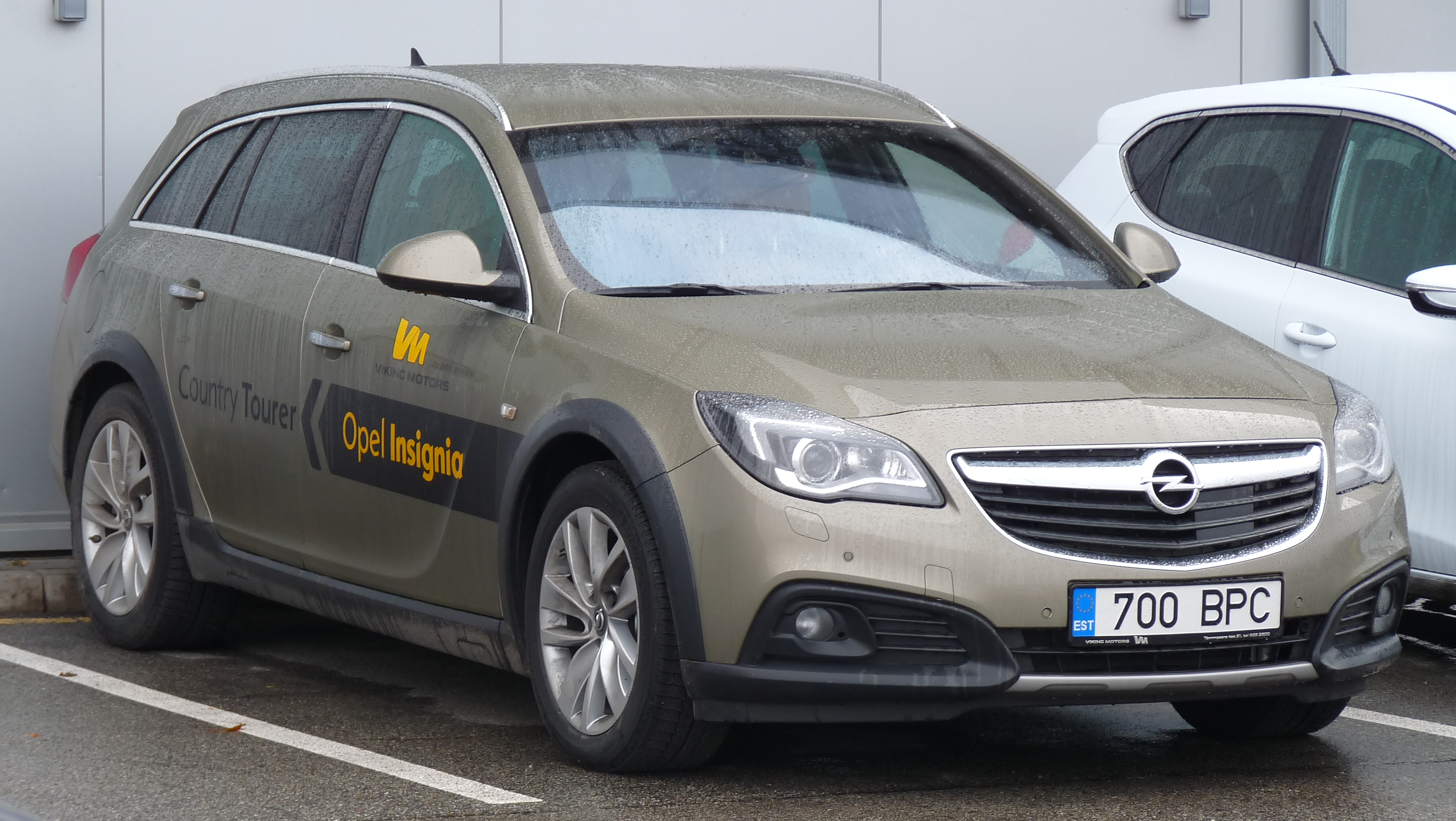
Opel Insignia Country Tourer

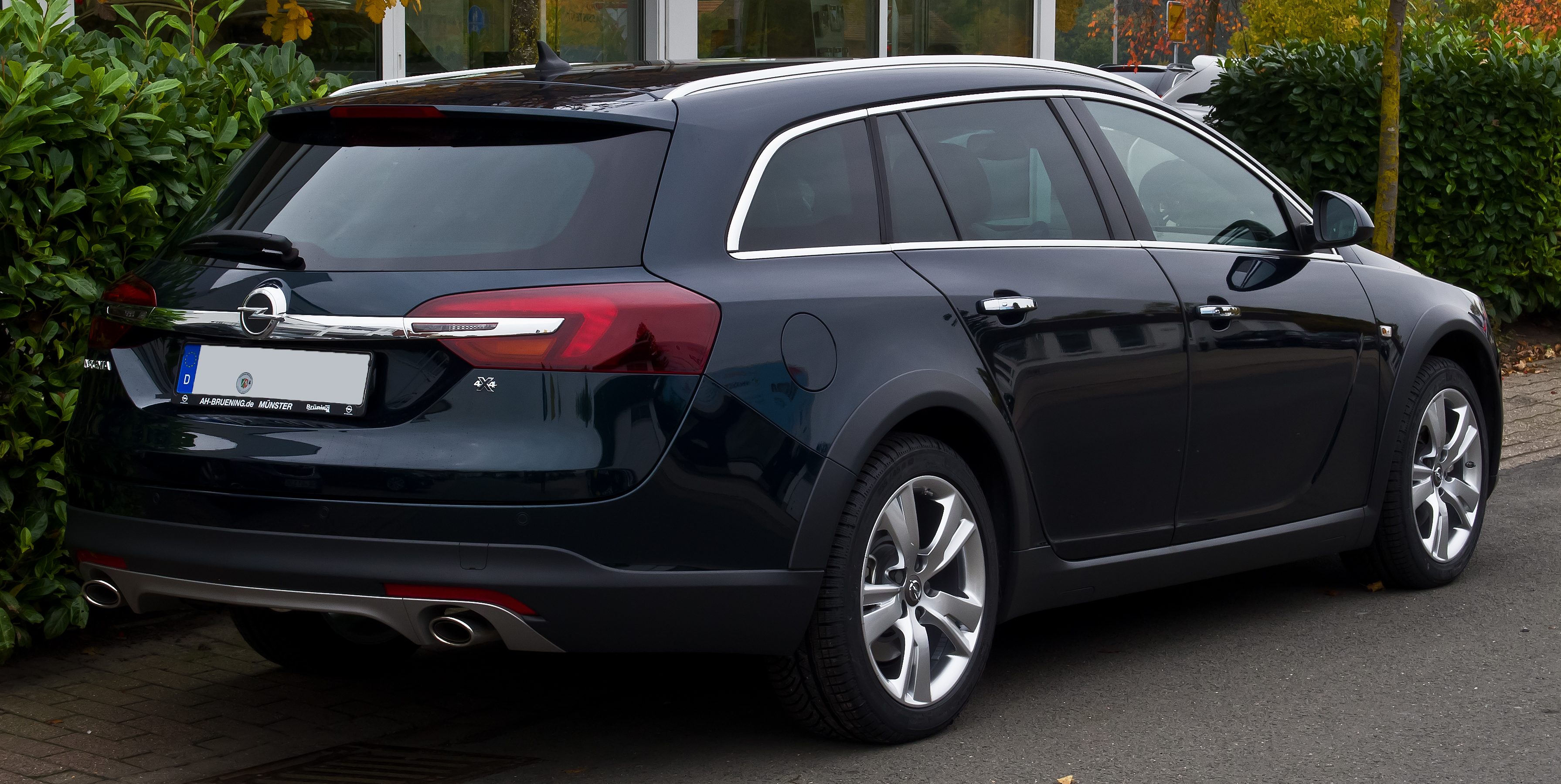
Opel Insignia Country Tourer (2013-2017)

### Insignia Country Tourer
Крім седана, ліфтбека та універсала Sports Tourer з'явиться і позашляхова версія під назвою Insignia Country Tourer з кліренсом у 200 мм, що складатиме конкуренцію таким моделям, як Volkswagen Passat Alltrack, Subaru Outback і Volvo XC70.
Під капот Opel Insignia Country Tourer встановлюватимуть три двигуни: бензиновий агрегат об'ємом 2,0 л і потужністю 250 к.с., а також дизелі того ж об'єму і потужністю 163 к.с. і 195 к.с. Доступні коробки передач — 6 ст. МКПП або 6 ст. АКПП.
Офіційна прем'єра позашляхової версії Insignia пройде у вересні 2013 року на автосалоні у Франкфурті. Восени почнуться і продажі цієї моделі.

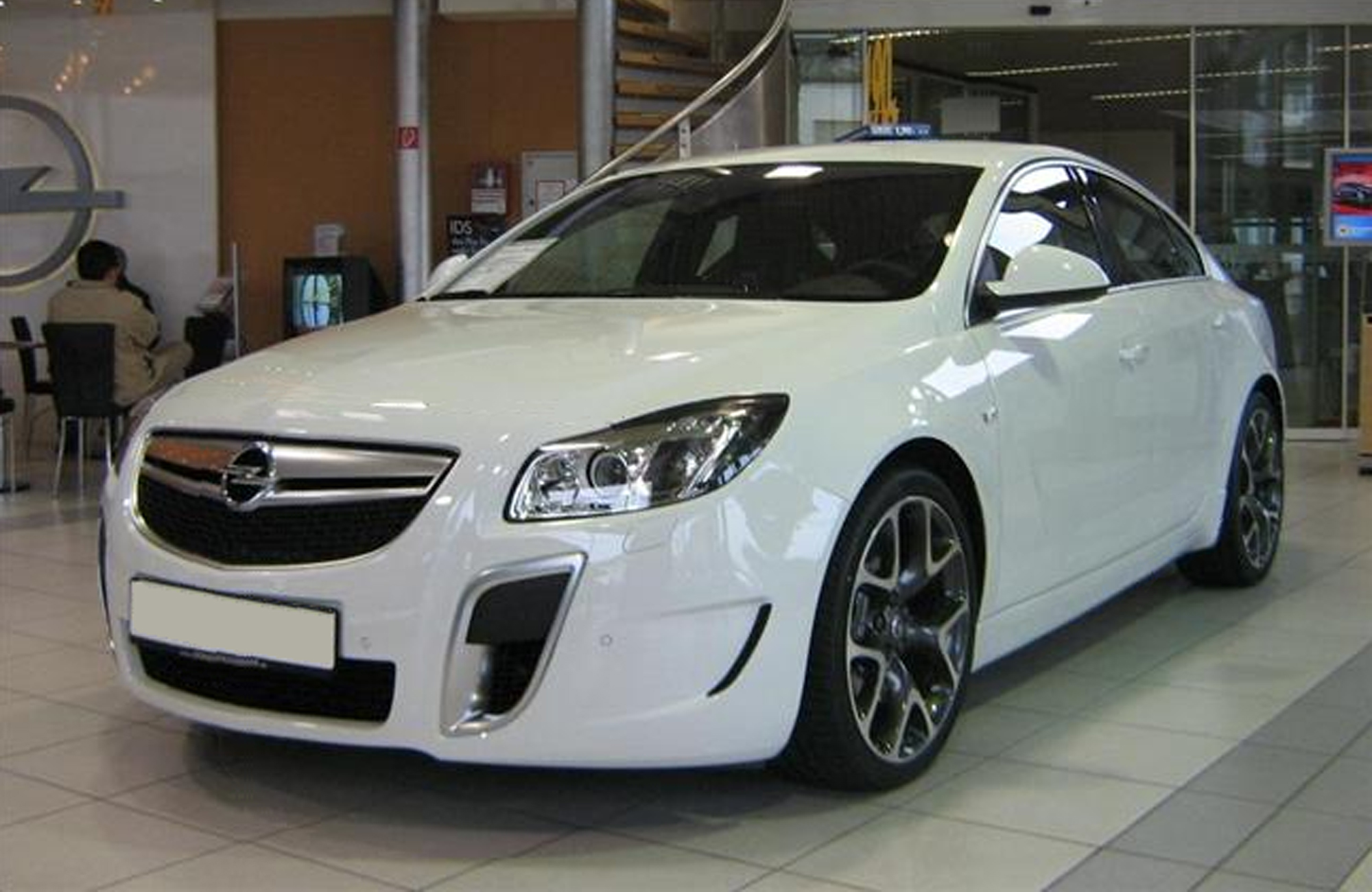
Opel Insignia OPC

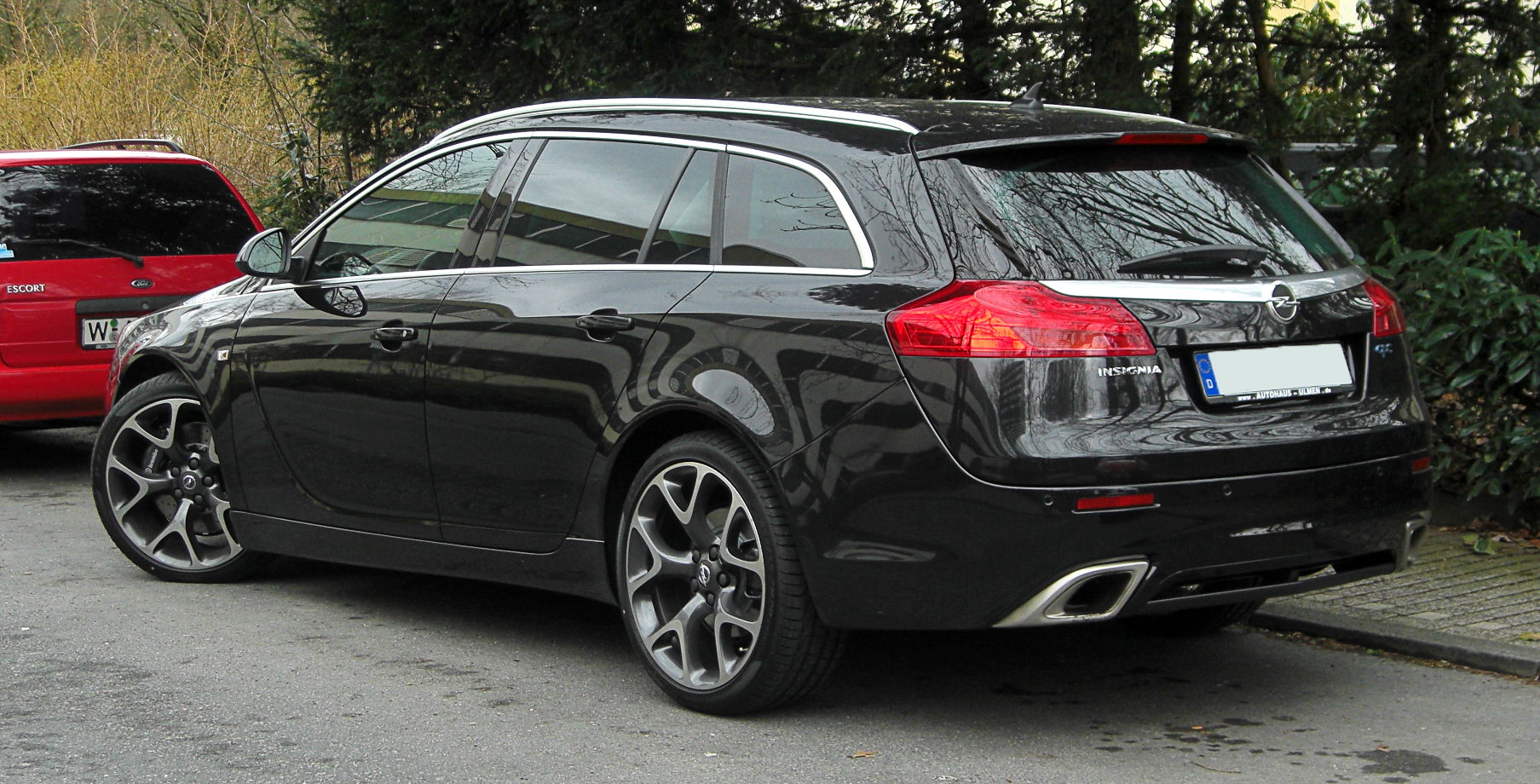
Opel Insignia Sports Tourer OPC

### Insignia OPC
З літа 2009 року пропонується спортивна версія Opel Insignia OPC з 2,8-літровим двигуном V6 турбо потужністю 325 к.с. (239 кВт) і максимальним обертовим моментом 435 Нм. З квітня 2011 року Opel пропонується обмежена версія Insignia OPC у кузові седан з механічною КПП, в якій знято обмеження максимальної швидкості, тепер автомобіль розвиває 270 км/год. Розгін від 0 до 100 км/год займає 6,0 с.

### Безпека

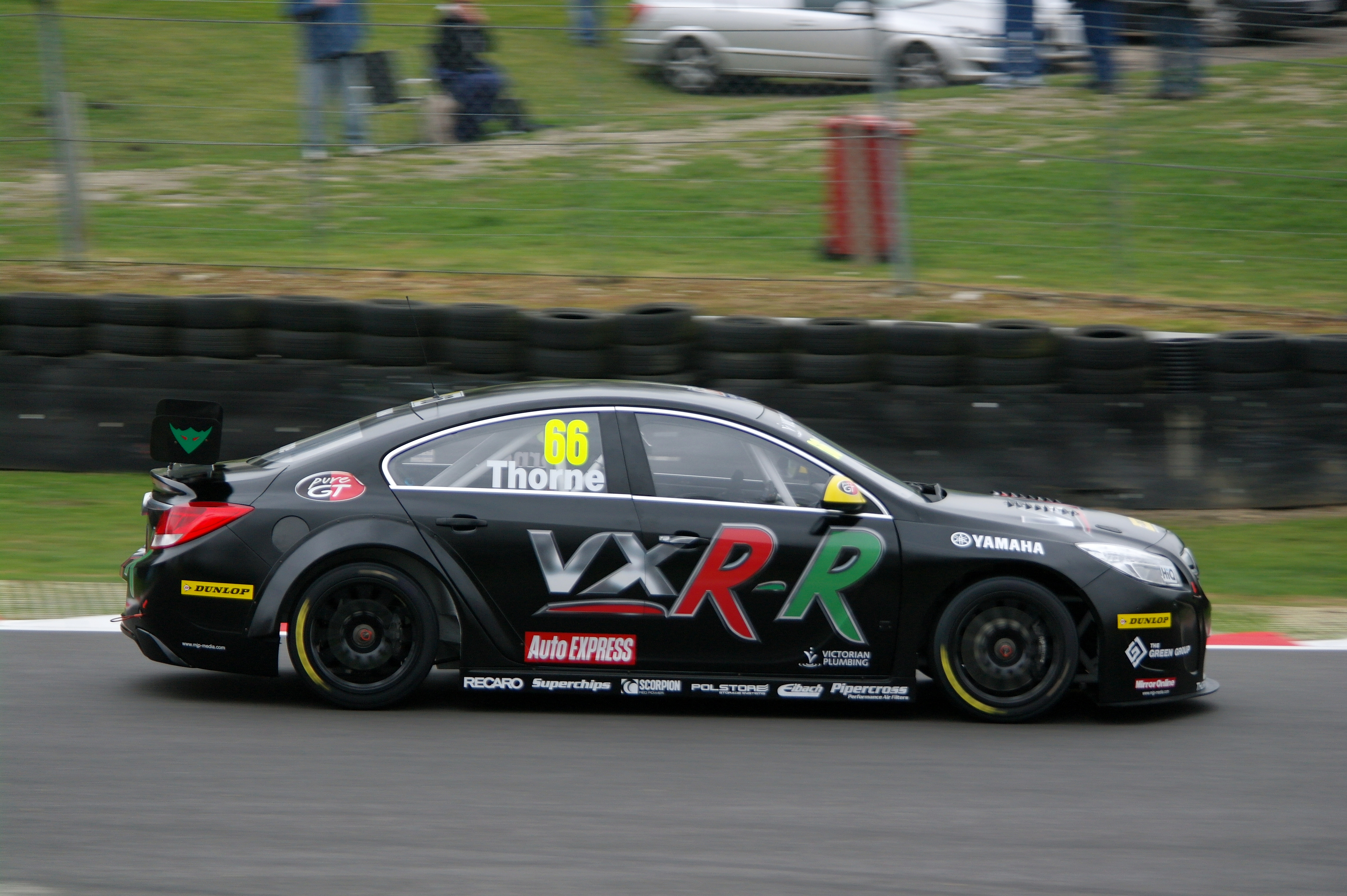
Гоночний автомобіль Vauxhall Insignia VXR

Під час краш-тестів, проведених організацією Euro NCAP Insignia отримала: п'ять зірок за захист передніх пасажирів, чотири — на захист дітей і дві — за безпеку пішоходів. Це за старими правилами. За новими, чинними з 2009 року, це означає, відповідно, 94, 79 і 40 % для захисту дорослих, дітей і пішоходів. А також — оцінка в 71 % за ефективність роботи допоміжних систем. Але у обох випадках автомобіль отримав загальні п'ять зірок за безпеку.
| Зірки в Euro NCAP з Краш-тесту |

### Спорт
Команда Thorney Motorsport підготувала два автомобілі Vauxhall Insignia VXR для участі в британському кузовному чемпіонаті 2012 року.

## Друге покоління (2017—2022)

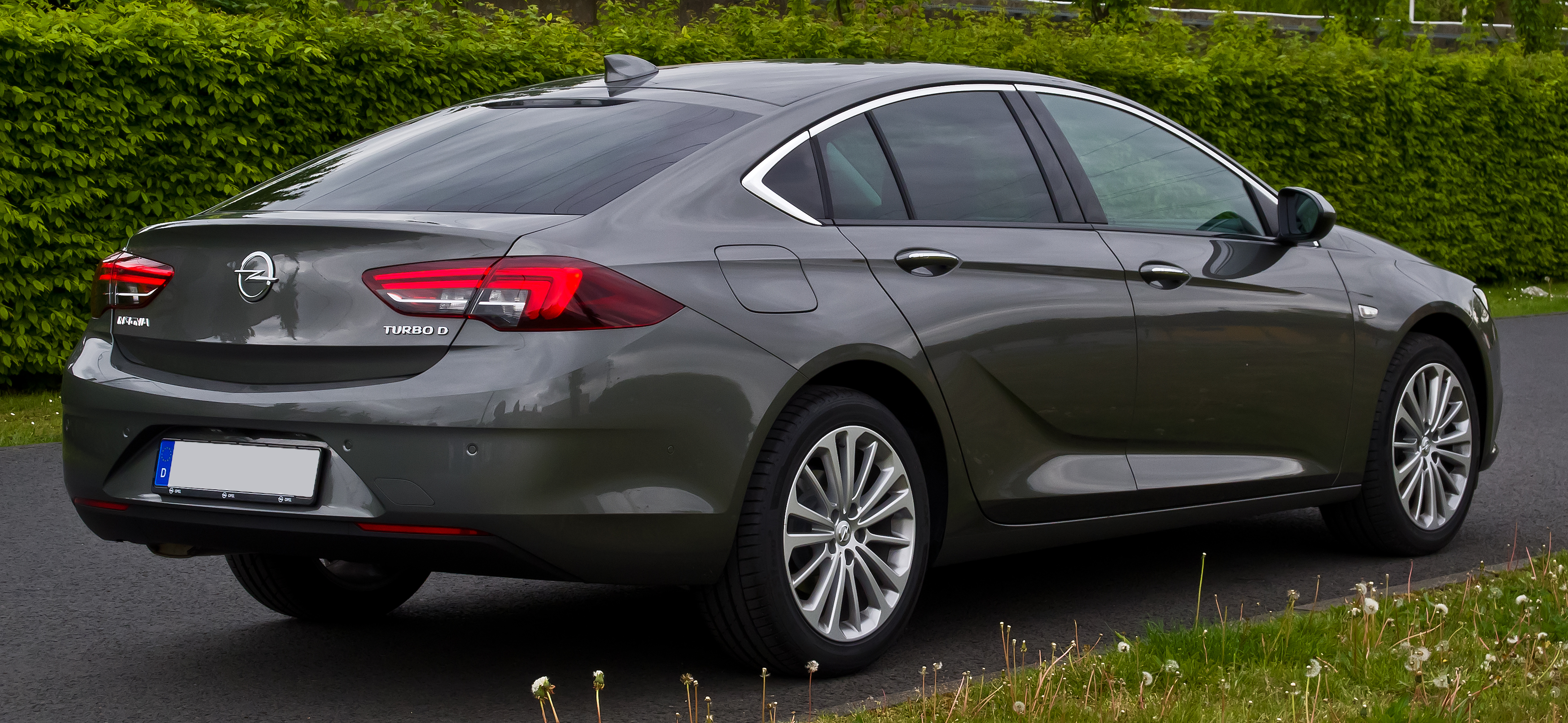
Opel Insignia Grand Sport (B)

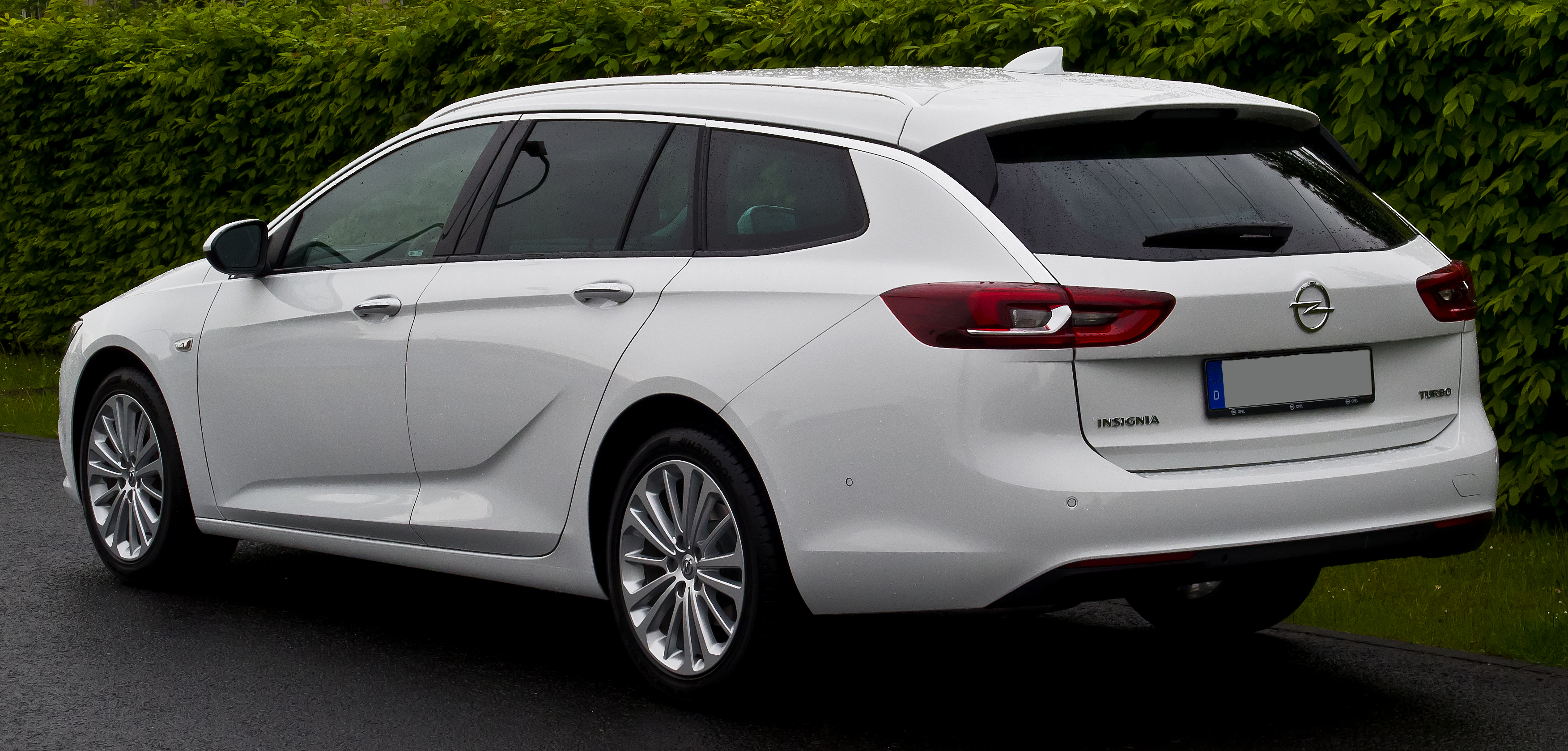
Opel Insignia Sports Tourer (B)

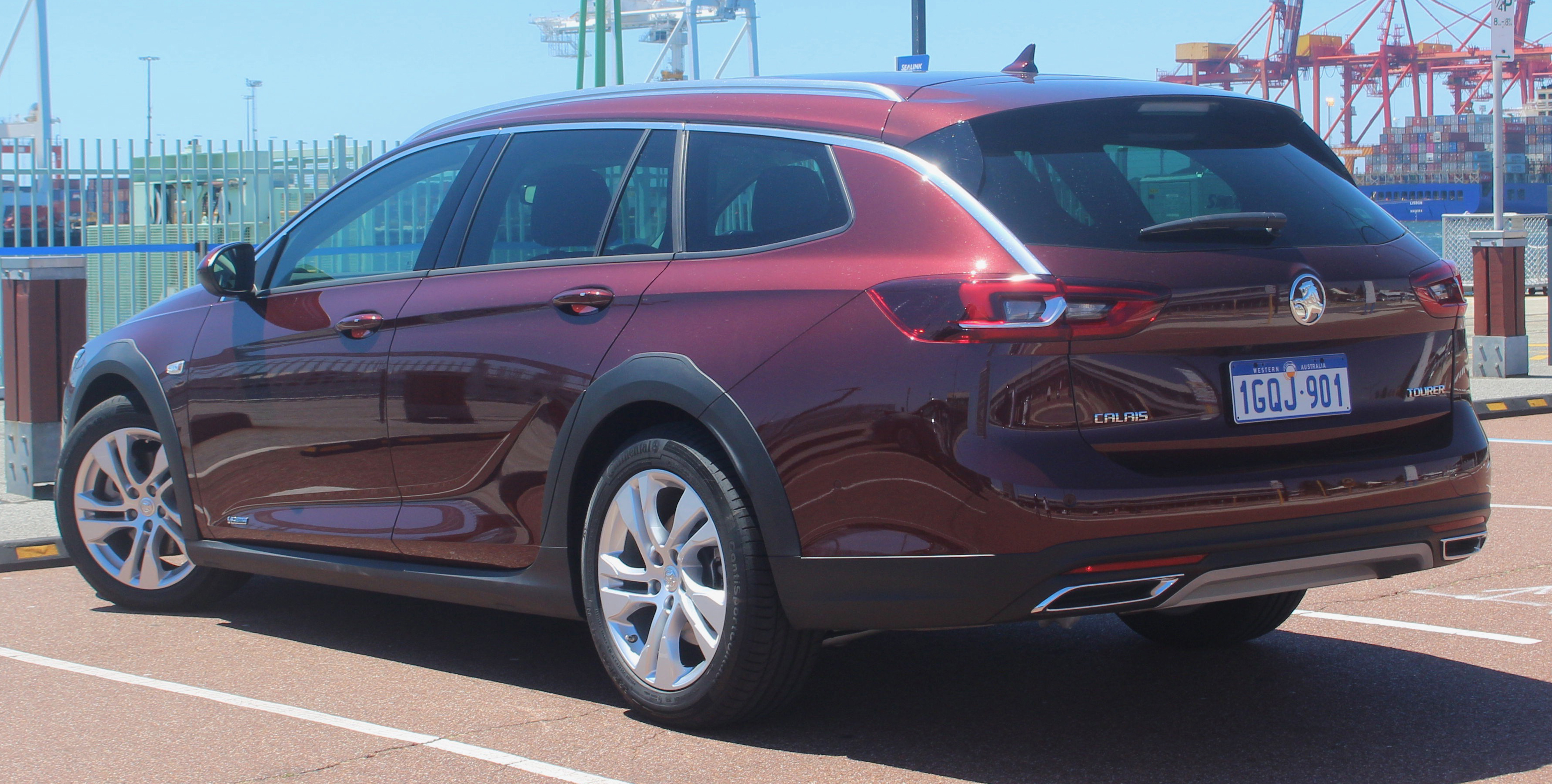
Opel Insignia Country Tourer (B)

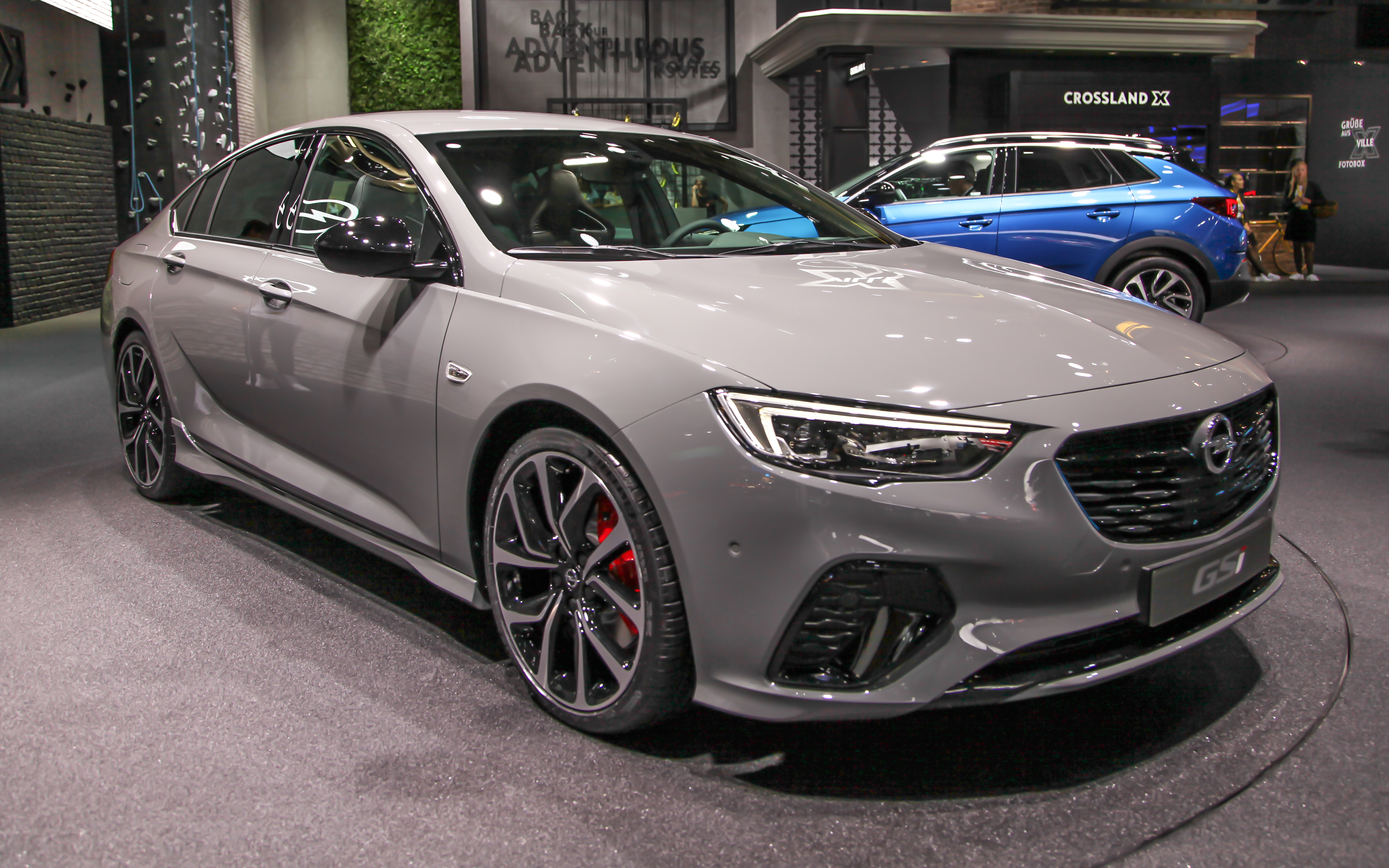
Opel Insignia GSi (B)

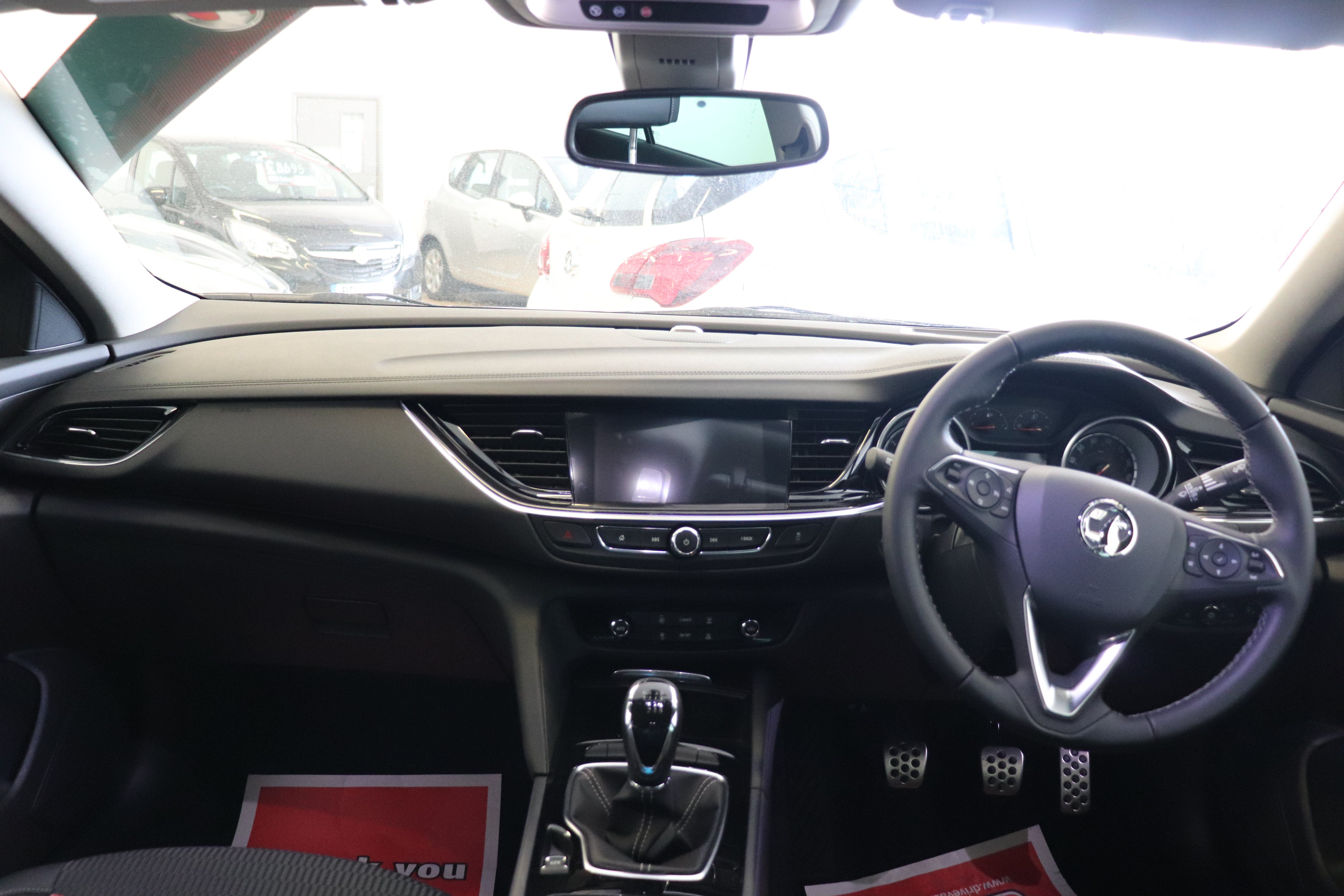
Салон Vauxhall Insignia (B)

У грудні 2016 року дебютувала Opel Insignia другого покоління збудована на платформі GM E2XX разом з Chevrolet Malibu 9-го покоління і новим Buick Regal. Новий автомобіль дизайном подібний на концепт-кар Opel Monza Concept 2013 року і довший за попередника на 55 мм (4897), ширшою на 11 мм стала колія, ширина (1863) виросла на 7 мм, на 29 мм нижчий дах, а база підросла на 92 мм (2829). Автомобіль представлений з кузовом ліфтбек (Grand Sport), універсал (Sports Tourer) і кросовер (Country Tourer).
Адаптивне шасі FlexRide з настройками Standard, Sport і Tour змінює режими підвіски, рульового управління, АКПП і системи стабілізації, плюс відгук акселератора. Передня підвіска типу McPherson, задня незалежна п'ятиважільна.
В середньому автомобіль легший на 200 кг за попередника, комплектується переднім приводом, бензиновими або дизельними турбодвигунами, що працюють в парі з 6-ст. автоматичною і механічною коробкою передач. Версії з топовими бензиновим і дизельним двигуном комплектуються повним приводом і 8-ст. автоматичною коробкою передач. Тепер в повному приводі ззаду замість звичайного диференціала (або електроннокерованого, як опція) — два багатодискових зчеплення з електроактуаторами на півосях, що дозволило реалізувати векторизацію тяги, яка допомагає в поворотах.
В активі моделі: проекційний дисплей на лобовому склі, помічник руху по смузі, підігрів крісел на обох рядах і лобового скла, мультимедійна система IntelliLink (з інтерфейсами Apple CarPlay і Android Auto), «більш інтуїтивна у використанні», ніж раніше, анатомічні крісла, сертифіковані організацією Aktion Gesunder Rücken («Кампанія за здорову спину»).
Автомобіль додав в активній і пасивній безпеці. Наприклад, тут з'явився активний алюмінієвий капот, що захищає пішоходів при ударі, а система попередження про поперечний трафік ззаду бачить в кожну сторону на 20 м.
Серед важливих придбань Інсигнії — матричні світлодіодні фари IntelliLux з керованими 32 елементами, які висвітлюють більше дороги в поворотах і світять далеким на 400 м.

### Двигуни
Бензинові
- 1.5 SIDI Turbo B15XFL 140 к.с. 250 Нм
- 1.5 SIDI Turbo B15XFT 165 к.с. 250 Нм
- 1.6 SIDI Turbo B16SHT 200 к.с. 280 Нм
- 2.0 SIDI Turbo B20NFT 260 к.с. 400 Нм (GSi)

Дизельні
- 1.6 CDTI B16DTE 110 к.с. 300 Нм
- 1.6 CDTI B16DTH 136 к.с. 320 Нм
- 2.0 CDTI B20DTH 170 к.с. 400 Нм
- 2.0 CDTI BiTurbo B20DTR 210 к.с. при 4000 об/хв 480 Нм при 1500 об/хв (GSi)

## Нагороди
З часу свого дебюту Opel Insignia отримав понад 50 національних та міжнародних нагород, у тому числі найкращий автомобіль бізнес-класу у Великій Британії та Словенії, найкращий сімейний автомобіль в Ірландії (двічі) і найкращий автомобіль для клієнтів у Великій Британії, Австрії, Данії та Португалії.
- Insignia був визнаний Європейським автомобілем 2009 року.
- Insignia отримав 5-зірок з краш-тестів EuroNCAP.
- У 2011 році німецький інститут DEKRA визнав Opel Insignia автомобілем з найменшою кількістю дефектів у класі.
- У 2012 році GTÜ (Gesellschaft für Technische Überwachung mbH/Association for Technical Supervision) визнав Opel Insignia найякіснішим серед уживаних автомобілів.

## Продажі
| Ринок                               | 2008  | 2009    | 2010           | 2011           | 2012   |
| ----------------------------------- | ----- | ------- | -------------- | -------------- | ------ |
| Німеччина                           | 3,336 | 36,347  | 28,208         | 26,713         | 20,910 |
| Велика Британія (Vauxhall Insignia) | 437   | 36,040  | 37,281         | 46,324         | 32,610 |
| Росія                               | 0     | 832     | 1,526          | 3,863          |        |
| Франція                             | 64    | 7,977   | 8,026          | 7,384          | 4,224  |
| Нідерланди                          | 15    | 5,165   | 4,139          | 3,567          | 3,975  |
| Австрія                             | н/д   | н/д     | 3,022          | 2,454          | 1,898  |
| Швейцарія                           | 195   | 2,956   | 1,996          | 1,611          | 1,319  |
| Ірландія                            | 15    | 1,508   | 2,193          | 2,097          | 1,704  |
| Італія                              | н/д   | 7,657   | 12,070 (9136*) | 11,730 (9675*) |        |
| Іспанія                             | н/д   | 9,974   | 13,157         | 11,238         | 7,695  |
| Португалія                          | 0     | 1,602   | 1,912          | н/д            | 697    |
| Швеція                              | 19    | 1,393   | 1,027          | 1,440          | 1,175  |
| Норвегія                            | н/д   | н/д     | 1,210          | 1,239          | 741    |
| Данія                               | н/д   | 862     | 2,808          | 1,772          | 1,185  |
| Фінляндія                           | 17    | 1,148   | 747            | 819            |        |
| Польща                              | н/д   | 4,328   | 5,809          | 4,277          | 3,224  |
| Чехія                               | 0     | 295     | 454            | 597            | 437    |
| Греція                              | 0     | 5,080   | 2,419          | 1,096          | 536    |
| Угорщина                            | н/д   | н/д     | н/д            | 803            | 933    |
| Румунія                             | н/д   | н/д     | 651            | 715            | 424    |
| Латвія                              | н/д   | 19      | 29             | 78             | 71     |
| Європа                              | 4,584 | 137,711 | 139,012        | 138,755        | 98,537 |
| США (Buick Regal)                   | 0     | н/д     | 12,326         | 40,144         | 24,616 |
| Канада (Buick Regal)                | н/д   | н/д     | 820            | 2,846          | 1,761  |
| Китай (Buick Regal)                 | н/д   | н/д     | 79,358         | 78,844         | 85,440 |

- — в тому числі універсалів